# Jhamir Ordain
Jhamir Kareem Ordain Alexander (Siquirres, Limón, Costa Rica, 29 de julio de 1993), conocido deportivamente como Jhamir Ordain (AFI: ya'mir or'ðajn), es un futbolista costarricense que juega de lateral derecho en el equipo de Santos de Guápiles, de la Primera División de Costa Rica.

## Trayectoria

### Santos de Guápiles
Su debut vistiendo la camiseta del Santos de Guápiles se produjo oficialmente el 28 de abril de 2010, en el compromiso de su equipo frente al Deportivo Saprissa como local en el Estadio Ebal Rodríguez, por la semifinal de ida del Campeonato de Verano. Bajo la dirección técnica de Ronald Gómez, el lateral ingresó de relevo por Carlos León al minuto 64' y recibió la primera tarjeta amarilla de su carrera, poco antes de finalizado el tiempo complementario. El marcador concluyó en derrota por la mínima 0-1.
Luego de sus buenas participaciones y regularidad con el conjunto santista durante siete temporadas consecutivas, el 24 de enero de 2017 se confirmó su vínculo en el Portland Timbers de Estados Unidos. Sin embargo, el 17 de febrero, Ordain no estuvo dentro de los planes del cuerpo técnico comandado por Caleb Porter para la primera mitad del torneo de la Major League Soccer, por lo que su incorporación se postergó una vez que terminase el Campeonato de Verano en su país. Finalmente, quedó descartado para el club estadounidense y el 4 de mayo fue fichado por el Herediano cuando el certamen local aún estaba en curso. Se marchó del equipo santista con 144 apariciones y un título de subcampeón correspondiente al Verano 2012.

### C.S. Herediano
El 19 de junio de 2017, el futbolista tuvo su presentación formal en conferencia de prensa como florense, junto a los mexicanos Julio Cruz y Luis Ángel Landín, además del argentino Jonathan Hansen.

### Municipal Grecia
A pesar de su gran cantidad de minutos en el Herediano, Ordain pasa a préstamo por 6 meses al Municipal Grecia, equipo en el que juega con regularidad.

### L.D Alajuelense
Después de haber terminado su préstamo con Grecia y no renovar contrato con Herediano, en mayo de 2019 Alajuelense compra la ficha de Ordain

## Selección costarricense

### Categorías inferiores
Jhamir fue parte de las convocatorias de la Selección sub-20 de Costa Rica en el Torneo Clasificatorio de la UNCAF para el Campeonato de la Concacaf de 2013. El primer partido de la fase de grupos se llevó a cabo el 17 de julio de 2012 contra Nicaragua, donde quedó en la suplencia y el resultado fue con victoria 3-2. Posteriormente, el segundo juego fue ante Honduras en el Estadio Francisco Morazán. El director técnico de la Sele Carlos Watson dio la oportunidad para que el jugador mostrara sus condiciones durante los 90 minutos; el partido que finalizó con empate 0-0. Según los resultados obtenidos en esta competición, la escuadra Tricolor logró avanzar al campeonato regional del año siguiente.
El 18 de febrero de 2013, comenzó la clasificación para el Mundial de Turquía que se disputaría a mediados del año, y Costa Rica fue ubicado en el grupo A, compartido con Estados Unidos y Haití. El primer partido ante los haitianos dio lugar el 20 de febrero, donde Jhamir tuvo actuación en ese encuentro en la totalidad de los minutos para la victoria 1-0. Dos días después, los Ticos enfrentaron a los estadounidenses en el Estadio Universitario de la BUAP, en Puebla. El resultado final fue 1-0, con derrota. En esta oportunidad, Ordain fue titular y recibió tarjeta amarilla al minuto 54'. El equipo nacional avanzó a los cuartos de final del campeonato, y se enfrentó a Cuba el 26 de febrero en el mismo escenario deportivo. El jugador aguardó desde el banquillo mientras que el marcador definitivo de 2-1 dejó a su conjunto sin la oportunidad mundialista.

#### Juegos Centroamericanos 2013
En marzo de 2013, se llevó a cabo los Juegos Centroamericanos, y el defensor fue tomado en consideración por el entrenador Jafet Soto para representar de nuevo a la Selección sub-20 en fútbol masculino. La escuadra costarricense fue ubicada en el grupo A, junto con El Salvador, Belice y Nicaragua. El primer encuentro disputado fue ante los beliceños el 7 de marzo, en el que Ordain hizo el gol conclusivo de la victoria con cifras de 3-0. Dos días más tarde, la Tricolor enfrentó a Nicaragua, donde también se obtuvo la victoria 2-0. Por último, se efectuó el tercer partido de la fase de grupos frente a los salvadoreños, el cual la Sele volvió a triunfar 3-0. De esta manera, Costa Rica avanzó de manera invicta a las semifinales del torneo. El 13 de marzo, se disputó el juego para clasificar a la final contra Guatemala, con la participación de Jhamir los 90 minutos. Por otro lado, los costarricenses salieron victoriosos 2-1. El 15 de marzo fue la instancia final contra los hondureños en el Estadio Nacional. El jugador salió de relevo por Rodrigo Garita al minuto 55' y su nación salió derrotada 0-1, obteniendo así la medalla de plata.
| Juegos                       | Sede       | Resultado  |
| ---------------------------- | ---------- | ---------- |
| Juegos Centroamericanos 2013 | Costa Rica | Subcampeón |

#### Juegos Centroamericanos y del Caribe 2014
El lateral fue convocado por Paulo Wanchope, entrenador de la Selección Sub-21, para afrontar los Juegos Centroamericanos y del Caribe de 2014, organizados en Veracruz de territorio mexicano. El primer encuentro se desarrolló el 19 de noviembre contra el combinado de Cuba, en el Estadio Luis "Pirata" Fuente. Ordain fue suplente y su país tuvo una derrota inesperada de 1-2. Dos días después fue el segundo cotejo frente a Venezuela; su selección nuevamente registró una pérdida, siendo de 0-1. Con estos resultados, los costarricenses quedaron eliminados por la escasez de puntaje de manera prematura. El 23 de noviembre se realizó el último juego del grupo B, teniendo como adversario a Haití. Jhamir apareció en el once inicial y fue autor del gol del transitorio empate 1-1. Finalmente, salió como sustitución por Dylan Flores al inicio del segundo tiempo y el marcador igualado a dos tantos confirmó el bajo rendimiento de la escuadra Tricolor.
| Juegos                                    | Sede     | Resultado      |
| ----------------------------------------- | -------- | -------------- |
| Juegos Centroamericanos y del Caribe 2014 | Veracruz | Fase de grupos |

#### Preolímpico de Concacaf 2015
El director técnico Luis Fernando Fallas tomó en cuenta a Ordain para buscar la clasificación hacia Río 2016. La selección costarricense quedó ubicada en el grupo B del Preolímpico, junto con México, Honduras y Haití. El primer partido se llevó a cabo el 2 de octubre de 2015 contra los mexicanos en el StubHub Center, de Carson en California. El lateral esperó desde la suplencia y el resultado terminó en pérdida con cifras de goleada 4-0. Para el segundo encuentro, su país estaba obligado a lograr un marcador que le diera oportunidades de avanzar, pero no fue así ya que volvieron a perder 0-2 en el mismo escenario deportivo frente a los hondureños. Jhamir completó la totalidad de los minutos en esa ocasión. Con estos resultados, su selección quedó sin posibilidades de ir a la competición final de manera anticipada. El último cotejo se desarrolló el 7 de octubre, en el Dick's Sporting Goods Park de Commerce City, Colorado. El lateral apareció nuevamente de titular en el empate a un gol.
| Competición                  | Sede           | Resultado      |
| ---------------------------- | -------------- | -------------- |
| Preolímpico de Concacaf 2015 | Estados Unidos | Fase de grupos |

### Selección absoluta
Durante las semanas posteriores al último encuentro eliminatorio de la cuadrangular, el entrenador Óscar Ramírez de la selección absoluta realizó varios microciclos con jugadores de la Primera División. Ordain participó en uno de ellos y el 29 de septiembre de 2016 se anunció la convocatoria oficial para el juego de carácter amistoso frente al combinado de Rusia, donde Jhamir quedó en la lista definitiva. El 9 de octubre se desarrolló el compromiso contra los rusos en la inauguración del Krasnodar Stadium. La disposición de sus compañeros en el primer tiempo hizo valer la consecución de los tantos de Randall Azofeifa y Bryan Ruiz, pero el rival descontó poco después. Antes del descanso, el gol en propia de Berezutski dio la ventaja de 1-3 a su país. Sin embargo, los locales igualaron rápidamente y, por otra parte, el director técnico Ramírez ordenó el ingreso del cambio de Joel Campbell, quien al minuto 90' provocó el penal que luego fue aprovechado por él mismo para el gol de la victoria 3-4. El lateral quedó en la suplencia.

#### Copa Centroamericana 2017
El 2 de enero de 2017 se llevó a cabo la convocatoria de los futbolistas para la decimocuarta edición de la Copa Centroamericana, la cual tomó lugar en territorio panameño. El defensa fue incluido en la lista del entrenador Óscar Ramírez. El 13 de enero comenzó el torneo regional donde su selección, en el Estadio Rommel Fernández, enfrentó al conjunto de El Salvador. Jhamir permaneció en la suplencia y el empate sin anotaciones definió el marcador final. Para el compromiso de dos días después, en el mismo escenario deportivo, contra la escuadra de Belice, Ordain debutó como internacional absoluto y completó la totalidad de los minutos en la victoria de 0-3. En el juego del 17 de enero ante Nicaragua, el lateral nuevamente fue parte de la estelaridad y la igualdad de 0-0 se repitió al cierre del cotejo. Tres días posteriores se efectuó el clásico del área frente a Honduras, el cual finiquitó balanceado a un gol. El único revés de su nación fue el 22 de enero, por la última jornada, contra el anfitrión Panamá. El marcador de 1-0 confirmó el cuarto lugar de los costarricenses, además de un cupo directo hacia la Copa Oro de la Concacaf para ese mismo año.
| Copa                      | Sede   | Resultado    |
| ------------------------- | ------ | ------------ |
| Copa Centroamericana 2017 | Panamá | Cuarto lugar |

#### Copa de Oro 2017
El defensa fue seleccionado en la lista preliminar, de cuarenta jugadores, para la realización de la Copa de Oro de la Concacaf 2017 con sede en Estados Unidos. El 16 de junio se confirmó que Ordain quedó fuera de la nómina definitiva. Sin embargo, debido a la lesión del futbolista Cristian Gamboa el 14 de julio, el cuerpo técnico decidió reemplazarlo y de esta manera Jhamir entró en la convocatoria para la ronda eliminatoria del certamen. Su selección abrió la jornada de los cuartos de final el 19 de julio en el Lincoln Financial Field de Philadelphia, Pensilvania, contra Panamá. Un testarazo del rival Aníbal Godoy mediante un centro de David Guzmán, al minuto 76', provocó la anotación en propia puerta de los panameños, lo que favoreció a su combinado en la clasificación a la otra instancia por el marcador de 1-0. La participación de su escuadra concluyó el 22 de julio en el AT&T Stadium, con la única pérdida en semifinales de 0-2 ante Estados Unidos.
| Copa             | Sede           | Resultado   |
| ---------------- | -------------- | ----------- |
| Copa de Oro 2017 | Estados Unidos | Semifinales |

Debido a la baja de los defensores por acumulación de tarjetas amarillas, el lateral fue llamado el 9 de octubre de 2017 para disputar la última fecha de la hexagonal eliminatoria. Para el juego del día siguiente contra Panamá en el Estadio Rommel Fernández, Ordain aguardó desde la suplencia en la derrota de 2-1.

## Clubes
| Club                       | País       | Año               |
| -------------------------- | ---------- | ----------------- |
| Santos de Guápiles         | Costa Rica | 2010 - 2017       |
| C.S. Herediano             | Costa Rica | 2017 - 2018       |
| Municipal Grecia           | Costa Rica | 2018 - 2019       |
| Liga Deportiva Alajuelense | Costa Rica | 2019              |
| Municipal Pérez Zeledón    | Costa Rica | 2020 - Actualidad |